# Vernířovice
Vernířovice (en allemand : Wermsdorf) est une commune du district de Šumperk, dans la région d'Olomouc, en République tchèque. Sa population s'élevait à 191 habitants en 2023.

## Géographie
Vernířovice se trouve à 13 km au nord-est de Šumperk et à 193 km à l'est de Prague.
La commune est limitée par Loučná nad Desnou au nord, par Malá Morávka et Stará Ves à l'est, par Sobotín au sud, et par Velké Losiny à l'ouest.

## Histoire
La première mention écrite de la localité date de 1558.

## Transports
Par la route, Vernířovice se trouve à 16 km de Šumperk, à 67 km d'Olomouc et à 234 km de Prague.